# کاربندی

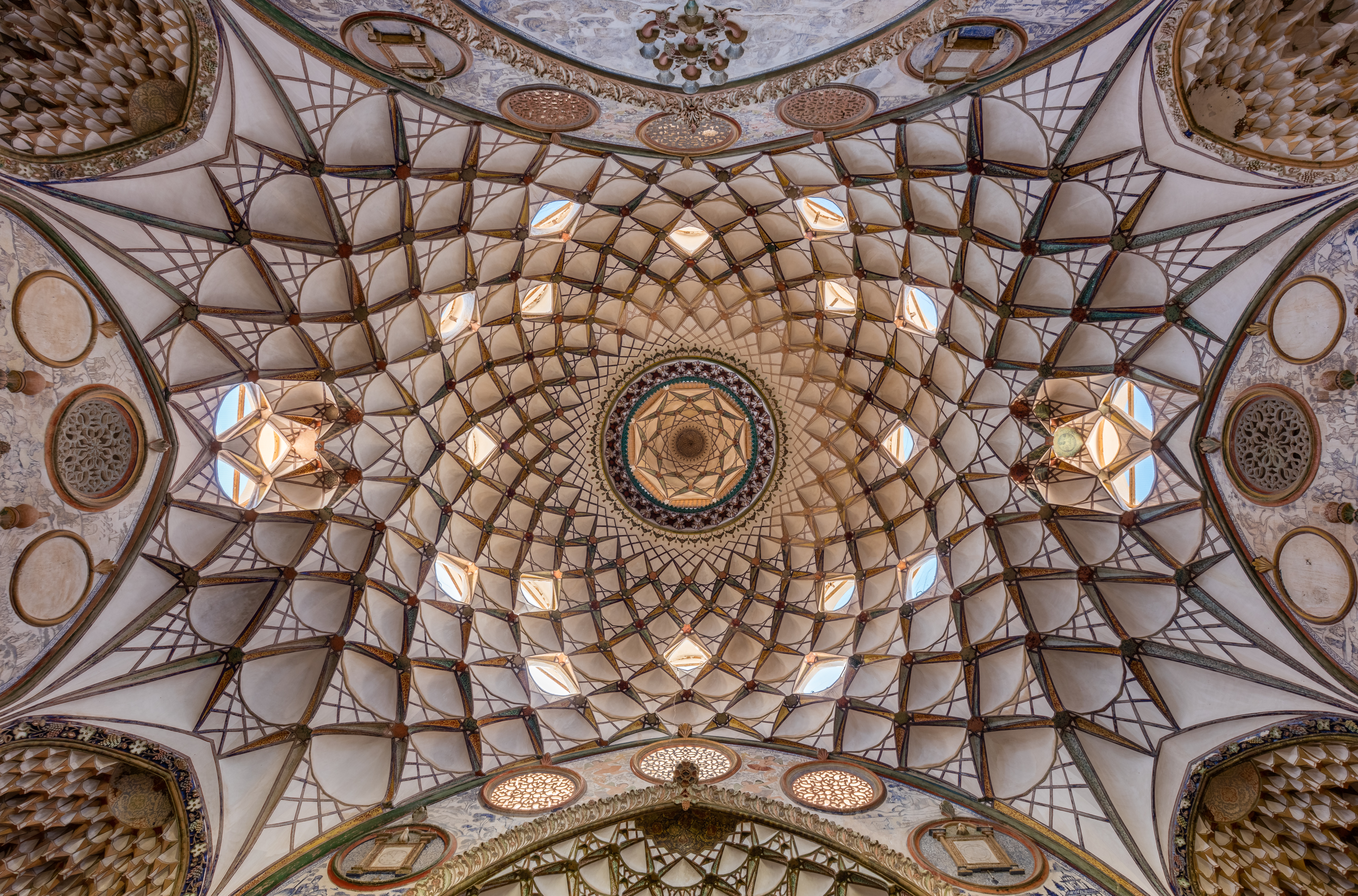
تصویری از یک کاربندی در خانه بروجردی‌ها

قسمت حد فاصل بین طرح چهار ضلعی تا جایی که ساقه گنبد از آنجا شروع می‌شود، در صورتی که از تقاطع قوس‌های فرعی به وجود آید، کاربندی گویند.
به عبارت دیگر کاربندی سازی، نوعی پوشش است متشکل از لنگه طاق‌هایی با قوس معین که تحت قواعدی هندسی همدیگر را قطع می‌کنند و قواره اصلی پوشش را به وجود می‌آورند. کاربندی‌ها، متشکل از باریکه‌ها یا لنگه طاق‌هایی هستند که از تقاطعشان، استخوان بندی پوشش برای سقف به وجود می‌آید و اکثر مواقع به صورت اسکلت پوشش دوم و کوتاه‌تر نسبت به سقف اصلی هستند و گاهی به عنوان سقف اصلی نیز مورد استفاده قرار می‌گیرند.

## پیشینه تاریخی
نمونه کامل کاربندی را در قرن چهارم هجری در گنبد مقصوره مسجد جامع نایین می‌بینیم. در سده سوم هجری در مسجد جامع شیراز به نمونه‌ای بر می‌خوریم که اگرچه کاربندی نیست ولی شباهت کاملی به کاربندی دارد و مقدمه‌ای است برای آغاز کاربندی.
فرم پتکانه (طاق بندی) را هم که پیش درآمدی بر آغاز کاربندی است در سده سوم هجری در مقبره امیر اسماعیل سامانی در بخارا می‌بینیم. از نمونه‌های کاربندی در سده پنجم می‌توان کاربندی شبستان شرقی گنبد خواجه نظام الملک در مسجد جامع اصفهان را نام برد.
آغاز سده هفتم مصادف است با یورش مغول به ایران و ویرانی‌های بسیار و به دنبال آن نیاز شدید برای ساختن در حد رفع نیازهای ضروری و فوری ازینرو برای استادکار نه حوصله‌ای است و نه فرصتی که به ظرافت‌های هنری در سازه‌ها بپردازد. در نتیجه باید طرحی یکنواخت را رواج داد که مانند یک قالب در شمار زیادی از سازه‌ها بی هیچ نقص و اشکالی اجرا شود. در اینجا کاربندی چاره ساز و گره گشا است و در پاسخ به این ضرورت و فوریت به میدان می‌آید.کاربندی‌ها هم به خاطر شکست‌های متنوعی که در پوشش داده‌اند به‌عنوان جاذب طنین محسوب می شوند.به تدریج استفاده از کاربندی یزدی چنان فراوان شد که هر زمان و هر جا گنبدی می‌ساختند اکثراً شکنج آن را به همین گونه اجرا می‌کردند. 
به نظر می‌رسد کاربندی ابتدا در جنوب و مرکز ایران آغاز شد و رفته رفته در دوران تیموری توسط معمارانی نظیر قوام الدین شیرازی و پسرش غیاث الدین به سمرقند و بخارا و خراسان رفت و کم‌کم در تمام ایران گسترش یافت.
یکی از دلایل رواج کاربندی در مرکز و جنوب ایران وجود ساختمایه‌های اصلی چون خاک مناسب برای تولید خشت خام و هچنین سنگ لاشه بود که به اندازه بسنده و به فراوانی در آن نواحی یافت می‌شد.
کاربندی چون  پوشش دومی برای طاق اصلی ایجاد می‌کند ازینرو پنام (عایق) حرارتی خوبی محسوب می‌شود. همچنین کاربندی یک راه‌‌چاره اکوستیکی جهت جلوگیری از پژواک ناخوشایند و پیچیدن صدا در فضا است. بهره‌گیری از گره سازی‌های آجری برجسته و فرورفته در بنا (که به آن هشت و گیر شیرازی گویند) و نیز پیاده کرده شکست‌های پی در پی در چینش آجرها در نهایت ساختاری را پدید می‌آورد که به بهترین شکلی از پژواک‌های نامطلوب صدا جلوگیری کرده و فضا را آرام و خوشایند می‌کند. ایجاد انواع سقف‌های آمودی (کاذب) که  خوانچه پوش نامیده شده‌اند در کنار این کاربندی‌ها در بهبود عملکرد صوتی نقش عمده‌ای ایفا می‌کنند.
از مدارک موجود بر می‌آید که شکل کاربندی از یزد توسط معمارانی که برای جهان شاه قراقویونلو کار می‌کردند به کاشان می‌آید و رایج می‌گردد. دالان و در کاروانسرائی جنب مسجد میر عماد کاشان که از تناسبی بسی زیبا برخوردار است نمونه کاربندی یزدی در کاشان است و مسجد کبود تبریز را باید نمایانگر رواج و کمال این شکل در تبریز دانست و نیز نمونه خوب آن در مسجد شیخ لطف‌الله نمایانگر آن است که به تدریج استفاده از کاربندی یزدی چنان فراوان شد که هر زمان و هر جا گنبدی می‌ساختند اکثراً شکنج آن را به همین گونه اجرا می‌کردند.
کاربندی‌ها در بیشتر بناها به شکل مؤثری عمل کرده‌اند. همچنین در بناهایی که استفاده از پنجره و دیوارها ممکن نیست مثل بازارها و سایر بناهای عمومی، معماران در قسمت خورشیدی کاربندی (دایره مرکزی) روزن‌هایی ایجاد کرده‌اند که عبور نور مناسب و تهویه را به بهترین نحو ساخته است و به آن در اصطلاح روشندان گویند.

## اجزاء و ساخت کاربندی
کاربندی مجموعه باریکه طاق‌های موربی است که هم دیگر را قطع کرده و از تقاطع آن‌ها (ضلع‌ها) جهت زدن طاق به منظور ایجاد پوشش استفاده می‌کنند قالب این باریکه طاق‌ها با استفاده از نی و گچ به دست می‌آید (این باریکه‌ها را تویزه می‌گویند و در بعضی نقاط ایران لنگه هم نامیده می‌شود) طرز عمل به این ترتیب است که ابتدا دو یا چهار طاق کامل به عنوان تونیزه اصلی و باربر با مصالح بنائی اجرا کرده و بقیه باریکه طاق‌ها را به آن متصل می‌کنند سپس درون آن‌ها طاق می‌زنند.
یک کاربندی معمولی از بخش‌های زیر تشکیل شده‌است:
- یک سری سمبوسه (مثلث منحنی‌الاضلاعی که بالاترین قسمت کاربندی را تشکیل می‌دهند .)
- یک یا چند ردیف شاپرک (چهار ضلعی منحنی‌الاضلاع) که قسمت‌های میانی را درست می‌کنند.
- ک سری پا باریک (چهار ضلعی‌های انتهایی که به پا طاق منتهی می‌شوند .)

کاربندی‌ها به دو بخش عمده تقسیم می‌شوند:
- کاربندی قالب شاغولی  این کاربندی‌های در فضا نسبت به صفحه زمین به‌طور عمودی واداشته می‌شوند بنابراین اکثراً قابلیت حمل بار را دارند و در حالتی که کاربندی‌ها خود پوشش اصلی باشند مثل چهارسوق‌ها و بازارها حتماً از قالب شاغولی استفاده می‌شود.
- کاربندی قالب سرسفت کاربندی‌هایی هستند که قالبشان در فضا نسبت به صفحه زمین به‌طور مایل است در کاربندی‌های قالب شاغولی در هر سطح که بخواهیم کاربندی کنیم بزرگترین دهانه مبنای کار خواهد بود به این ترتیب از نقاط مختلف سطح طاق هادی می‌زنیم که همه به اندازه طاق بزرگترین دهانه باشد به این ترتیب تیزه همه طاق‌ها در یک طراز قرار می‌گیرد.

این تیزه‌ها پاکار طاقی خواهد شد که کوتاه‌تر از سقف اصلی است و به آن شمسه می‌گویند. به باریکه طاق کامل کاربندی زیر هفتی گویند، به پاره‌ای که بین طاق‌ها دهانه عرضی سطحی و زیرین کاربندی می‌خورد سینه باز می‌گویند همچنین طاق روی کاربندی    نامیده می‌شود.
کاربندی قالب شاغولی بر دو نوع است:
۱- کاربندی رسمی
۲- کاربندی اختری
۱-۲. اختری گسیخته
۲-۲. اختری پیوسته
۱- کاربندی رسمی همانطور که از اسمش پیداست نوع کلاسیک و معمول است که خطوط کاربندی به موازات اضلاع رسم می‌شود. در این کاربندی پس از تقسیم‌بندی دایره محیطی مستطیل با در نظر گرفتن اینکه طول مستطیل چند تا از تقسیمات دایره را در بر می‌گیرد، نقاط تقسیم دایره را به همان تعداد به هم وصل می‌کنیم.

۲- در کاربندی اختری نقاط تقسیم دایره محیطی را به‌طور دلخواه سه به سه یا چهار به چهار یا ... به هم وصل می‌کنیم
شکل به دست آمده کاربندی اختری است. در کاربندی اختری اگر شکل از تقاطع اضلاع تعداد کثیر اضلاع (بیشتر مربع) به دست می‌آید اختری گسیخته است. ولی اگر این کثیرالاضلاع‌ها از یک نقطه در محیط دایره شروع و بعد از تکرار به همان نقطه برسد، اختری پیوسته یا متصل است.
انتخاب تعداد اضلاع کاربندی با طولa  و عرضb با تقریبی نزدیک واقعیت با فرمول زیر محاسبه می‌شود :
تعداد اضلاع کاربندی = ۲(2-a+b)

به‌طور کلی رسمی بندی و کار بندی دارای اصولی کلی هستند، در رسمی بندی فضاها، از استقرار بین کمانهای قوسی که در نتیجه استقرار لنگه قالبها به وجود می‌آید و سطوح منحنی پیروی می‌کنند، با حجمهایی به نام‌های زیر هفتی – سوس - نیم سوس - گوش فیل- ترنجی و شمسه.
در کاربندی قطعات کمان قوسهای بزرگ از فضاهای ذکرشده در رسمی بندی، بسته به نوع کاربندی می‌باشد که به نسبت مشخص خرد شده و فضاهایی که اصطلاحا سینه باز - پا باریک – شاپرک - پرک – سمبوسه – عرقچین - نیم شمسه و سروی خوانده می‌شوند به وجود می‌آیند که در واقع تفاوت چندانی با یکدیگر ندارند.